# Denílson (football, 1988)
Pour les articles homonymes, voir Denilson.
Denílson Pereira Neves dit Denílson né le 16 février 1988 à São Paulo (Brésil), est un footballeur brésilien qui évolue au poste de milieu de terrain.

## Biographie

### En club
Il commence sa carrière au São Paulo FC, avec qui il remporte la Copa Libertadores et la Coupe du monde des clubs en 2005. Il participe à douze matchs pour le club dans l'année, dont quatre comme titulaire.
Le 31 août 2006, il rejoint le club anglais d'Arsenal. Le 24 octobre suivant, il fait ses débuts en équipe première lors du match de League Cup face à West Bromwich Albion. Il joue par la suite son premier match en Premier League le 30 décembre 2006 contre Sheffield United (défaite 1-0).
Le 18 juillet 2011, il est prêté pour une saison à son club formateur, le São Paulo FC. Il participe à 44 rencontres toutes compétitions confondues avant de réintégrer l'effectif des Gunners le 1er juillet 2012. Le 5 juillet suivant, le club de São Paulo déclare avoir trouvé un accord avec les dirigeants d'Arsenal pour renouveler le prêt du jeune milieu de terrain en vue de la saison 2012-2013.
Le 3 juin 2013, Arsenal et Denilson convienne d'une rupture de contrat à l'amiable, laissant le joueur libre de s'engager dans n'importe quel club, sans indemnité de transfert, un an avant le terme prévu de son contrat.
Le 24 octobre 2018, libre de tout contrat, il s'engage avec le Botafogo Futebol Clube.

### En sélection
Au niveau international, Denílson est sélectionné dans les équipes du Brésil des moins de 15 ans, moins de 16 ans puis moins de 17 ans. Il est notamment capitaine de cette dernière lors de la Coupe du monde 2005. En novembre 2006, il est appelé pour la première fois en sélection A pour un match amical contre la Suisse mais n'entre pas en jeu.

## Palmarès

### En club
- São Paulo FC
  - Vainqueur de la Copa Libertadores en 2005
  - Vainqueur de la Coupe du monde des clubs en 2005.

- Arsenal
  - Finaliste de la League Cup en 2007.

### En sélection
- Vainqueur du Championnat de la CONMEBOL des moins de 17 ans en 2005
- Finaliste de la Coupe du monde des moins de 17 ans en 2005.